# Iny Lorentz
Pour les articles homonymes, voir Lorentz.
Iny Lorentz est le nom de plume collectif d'Ingrid Klocke et de son mari Elmar Wohlrath, écrivains, auteurs de romans.
Ingrid Klocke est née à Cologne en 1949. Après avoir arrêté des études de médecine, elle devient programmeuse en informatique dans une compagnie d'assurance de Munich. Elmar Wohlrath est né en 1952. Ingrid Klocke écrit de nombreux ouvrages en collaboration avec son mari, qui se charge pour elle de toutes les recherches historiques. 
Le roman historique qui les révèle au grand public est Die Wanderhure (La Catin) en 2004, qui est le premier tome d'une série, suivi par deux autres ouvrages : La Châtelaine (2005) et Le Testament de la catin (2006).

## Publications

### SérieDie Wanderhure
- Die Wanderhure, Munich, Droemer Knaur, 2004  (ISBN 3-426-62934-8)[2].
  - en français : La Catin, Paris, Presses de la Renaissance, 2007, 499 p.  (ISBN 978-2-7509-0201-8).
- Die Kastellanin, Munich, Droemer Knaur, 2005  (ISBN 3-426-66113-6)[3].
  - en français : La Châtelaine (trad. Frédéric Weinmann), Paris, Presses de la Renaissance, 2008, 571 p. (ISBN 978-2-7509-0197-4).
- Das Vermächtnis der Wanderhure, Munich, Droemer Knaur, 2006  (ISBN 3-426-66202-7).
  - Le testament de la catin (trad. Frédéric Weinmann), Paris, Presses de la Renaissance, 2009, 570 p.  (ISBN 978-2-7509-0198-1).
- Die Tochter der Wanderhure, Munich, Droemer Knaur, 2008  (ISBN 978-3-426-66242-7).
- Töchter der Sünde, Munich, Droemer Knaur, 2011  (ISBN 978-3-426-66245-8).
- Die List der Wanderhure, Munich, Droemer Knaur, 2014  (ISBN 978-3-426-66381-3).
- Die Wanderhure und die Nonne, Munich, Droemer Knaur, 2018  (ISBN 978-3-426-65349-4).
- Die Wanderhure und der orientalische Arzt, Munich, Droemer Knaur, 2021  (ISBN 978-3-426-65389-0).
- Die junge Wanderhure, Munich, Droemer Knaur, 2023  (ISBN 978-3-426-22809-8).

### Adaptation télévisuelle
Les trois premiers romans de la série Die Wanderhure (La Catin) ont été adaptés en série télévisée avec Alexandra Neldel dans le rôle-titre,.